# Линдгрен, Ларс
Ларс Э́рик Ли́ндгрен (швед. Lars Erik Lindgren; род. 10 ноября 1957) — шведский кёрлингист.
В составе мужской сборной Швеции участник чемпионата мира 1980 (заняли четвёртое место) и чемпионата Европы 1976 (бронзовые призёры). Трёхкратный чемпион Швеции среди мужчин; хотя его команда выиграла чемпионат Швеции в 1976, Ассоциацией кёрлинга Швеции было решено, что команда состоит из «слишком молодых кёрлингистов», и на чемпионат мира 1976 как сборная Швеции поехала команда скипа Бенгта Седервалля, занявшая на чемпионате Швеции второе место. В составе юниорской мужской сборной Швеции серебряный призёр чемпионата мира 1978. Чемпион Швеции среди юниоров. В составе мужской сборной ветеранов Швеции участник трёх чемпионатов мира (лучший результат — чемпионы мира в 2016). Двукратный чемпион Швеции среди ветеранов.
В основном играл на позициях первого и второго.

## Достижения
- Чемпионат Европы по кёрлингу: бронза (1976).
- Чемпионат Швеции по кёрлингу среди мужчин: золото (1976, 1980, 1989).
- Чемпионат мира по кёрлингу среди юниоров: серебро (1978).
- Чемпионат Швеции по кёрлингу среди юниоров: золото (1978).
- Чемпионат мира по кёрлингу среди ветеранов: золото (2016), серебро (2014), бронза (2012).
- Чемпионат Швеции по кёрлингу среди ветеранов: золото (2012, 2014).

## Команды
| Сезон   | Четвёртый       | Третий              | Второй          | Первый         | Запасной                      | Турниры                      |
| ------- | --------------- | ------------------- | --------------- | -------------- | ----------------------------- | ---------------------------- |
| 1975—76 | Jens Håkansson  | Томас Хоканссон     | Пер Линдеман    | Ларс Линдгрен  |                               | ЧШМ 1976                     |
| 1976—77 | Jens Håkansson  | Томас Хоканссон     | Пер Линдеман    | Ларс Линдгрен  |                               | ЧЕ 1976                      |
| 1977—78 | Томас Хоканссон | Пер Линдеман        | Ларс Линдгрен   | Erik Björemo   |                               | ЧШЮ 1978 · ЧМЮ 1978          |
| 1979—80 | Рагнар Камп     | Хокан Столбро       | Томас Хоканссон | Ларс Линдгрен  |                               | ЧШМ 1980 · ЧМ 1980 (4 место) |
| 1988—89 | Пер Линдеман    | Ларс Линдгрен       | Göran Åberg     | Карл фон Вендт | ЧШМ 1989                      |                              |
| 2011—12 | Конни Эстлунд   | Morgan Fredholm     | Ларс Линдгрен   | Glenn Franzén  | Stig Sewik тренер: Stig Sewik | ЧШВ 2012 · ЧМВ 2012          |
| 2013—14 | Конни Эстлунд   | Morgan Fredholm     | Ларс Линдгрен   | Glenn Franzén  | Lennart Carlsson              | ЧШВ 2014 · ЧМВ 2014          |
| 2015—16 | Конни Эстлунд   | Morgan Fredholm     | Ларс Линдгрен   | Glenn Franzén  |                               | ЧШВ 2016 (13 место)          |
| 2015—16 | Матс Врано      | Микаэль Хассельборг | Anders Eriksson | Gerry Wahlin   | Ларс Линдгрен                 | ЧМВ 2016                     |

(скипы выделены полужирным шрифтом)